# Åsa Moberg

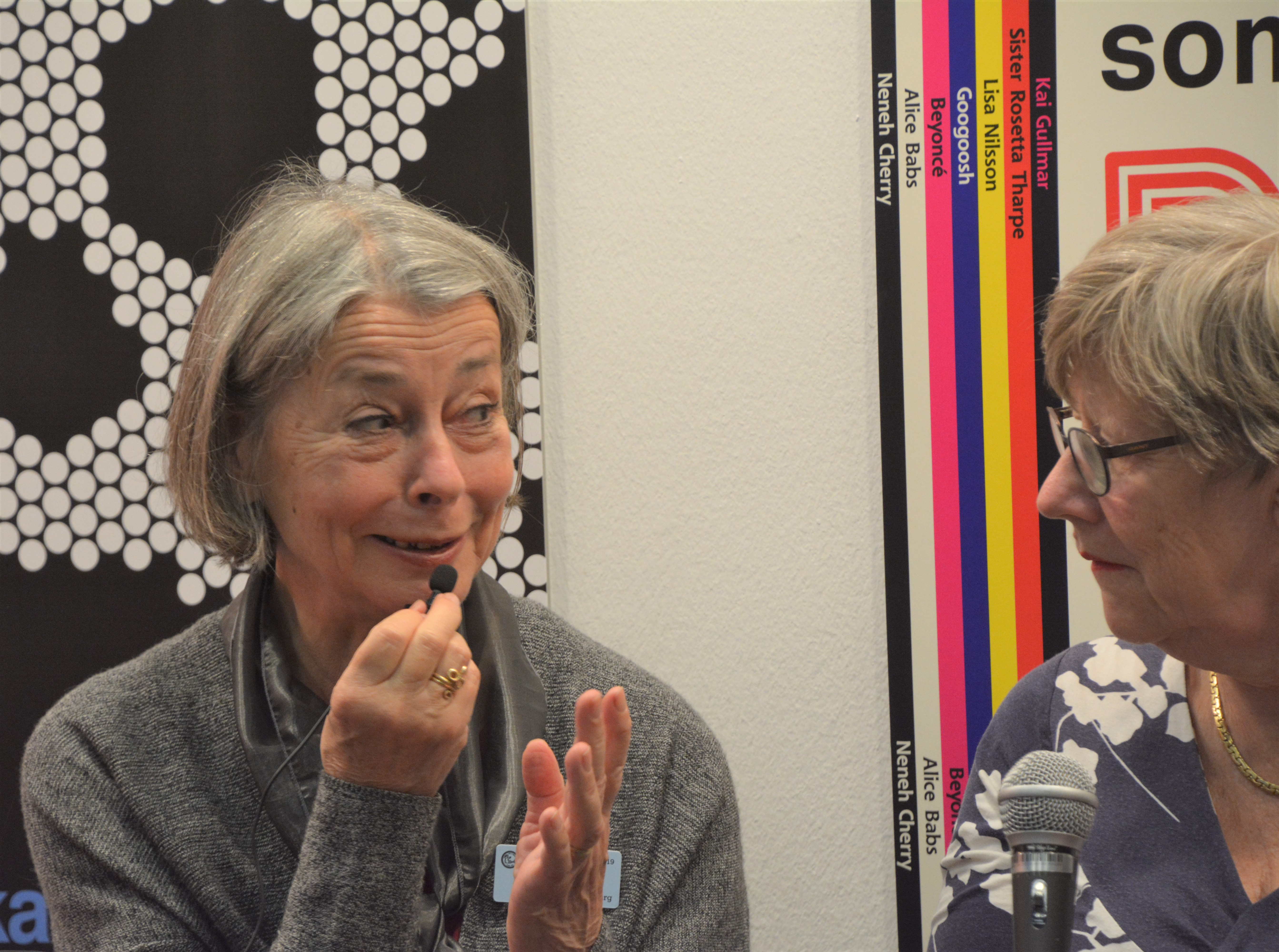
Åsa Moberg och Agnes Wold på Bokmässan i Göteborg 2019.

Åsa Margareta Moberg Boije, född Moberg den 11 september 1947 i Piteå, Norrbottens län, är en svensk författare, journalist, recensent och översättare.

## Biografi
1980 sammanställde Moberg Så började 80-talet: dagbok från Folkkampanjen Nej till kärnkraft. Moberg bodde då i närheten av Forsmarks kärnkraftverk och flyttade därifrån när verket togs i bruk, och kom att bli en känd kärnkraftsmotståndare. Hon är fortfarande kärnkraftsmotståndare och menar att kvinnor är det i högre grad, och har 2014 sammanställt många av sina invändningar mot kärnkraft i boken Ett extremt dyrt och livsfarligt sätt att värma vatten. Boken har mötts av allt från påståenden om att "Moberg är en kärnkraftshatare som inte har några sakargument att komma med" till andra som överraskats av Mobergs omfattande genomgång av historia, ekonomi, teknik och ideologi bakom kärnkraften.
Moberg gjorde, tillsammans med sin dåvarande sambo Adam Inczédy-Gombos och Eva Gothlin, den första oavkortade svenska översättningen av Det andra könet, vilket gav henne rykte som en av Sveriges främsta Beauvoir-kännare. Hon är också känd för Adams bok, som handlar om manodepressivitet, även den ett samarbete med Inczédy-Gombos.
I september 2007 utkom Mobergs bok om Florence Nightingale. Moberg lyfter fram Nightingale som bland annat statistiker, och hennes betydande utvecklingsinsatser inom sjukvård både i fält (Krim, Indien) och i det civila, och som höjde det kvinnliga sjuksköterskeyrkets då låga status.
Under 1970- och 1980-talen var Moberg en känd vänsterprofil, men hon berättade inför valet 2006 att hon skulle rösta borgerligt, främst på grund av åldringsvården.
Moberg drev fram till 2010 en blogg, www.valfardsdagboken.se och gav 2009 ut en bok med delvis samma titel, där hon fokuserar på vårdfrågor.
Under 2011 gav Moberg ut en nyckelroman, Kärleken i Julia Anderssons liv, som hon skrivit redan på 70-talet och som beskriver hennes eget förhållande med en i boken lätt förtäckt Harry Schein.
2017 utkom Moberg med sin självbiografi Livet. En recensent skriver "Moberg beskriver sina möten med kända personer respektfullt och till synes hederligt. Och även om det blir lite väl mycket namedropping så är det också sympatiskt. Hon måste ju ha sett och hört det mesta bland gräddan av Sveriges kulturpersonligheter under ett halvt sekel ... Kanske blir det lite för mycket av kronologisk rapport om livet, lite tamt och utslätat. Priset för att inte hänga ut någon? Men ibland glimrar språket, i iakttagelser kring människor och natur ... Här är hon verkligt närvarande. Åsa Moberg som poet!".

### Åsa och Eva Moberg
Åsa och Eva Moberg har vid flera tillfällen förväxlats, då de har samma efternamn och har beröringspunkter i sina författar- och skriftställarskap. Bland annat skedde 2004 en förväxling i Dagens Nyheter där man tillskrev Eva Moberg delar av Åsa Mobergs författarskap. DN ansträngde sig för att gottgöra detta genom en tydlig publicering av rättelse samt en välvillig exponering av Åsa Mobergs författarskap.

### Familj
Moberg är sedan 2004 gift med arkitekten och möbeldesignern Bror Boije.

## Priser och utmärkelser
- 2003 – Partille Bokhandels författarstipendium
- 2009 – Det stora äldreomsorgspriset
- 2014 – Lotten von Kræmers pris